# Торпедные катера типа MAS 551
Торпедные катера типа MAS 551 — тип торпедных катеров Королевского итальянского флота, спущенных на воду в 1941 году. Являлись развитием торпедных катеров типа MAS 526. Иногда их относят к 3-й серии торпедных катеров «500-го» класса.
Всего построено 4 катера, все они имели металлический корпус. Вооружение катеров включало две 450-мм торпеды, 10 глубинных бомб для борьбы с подводными лодками и одно 20-мм/65 зенитное орудие . На катерах имелись погружаемые гидрофоны (на специальных шестах), с помощью которых можно было обнаружить цель по шуму винтов в условиях плохой видимости или на большой дистанции.
Торпедные катера этого типа участвовали в боевых действиях на Средиземном море во время Второй мировой войны. MAS 552 был потоплен английской авиацией 30 апреля 1943 года. Катера MAS 551, 553 и 554 были захвачены немцами после капитуляции Италии в сентябре 1943 и переименованы в S-510, 512 и 513.